# Polivinilidenfluoruro
Il polivinilidenfluoruro (PVDF) è l'omopolimero alternato del fluoruro di vinilidene. Il PVDF è un polimero termoplastico parzialmente fluorurato ad elevate prestazioni, caratterizzato da buone caratteristiche di resistenza chimica agli acidi forti e agli ossidanti, elevata solubilità in solventi polari, resistenza ai raggi ultravioletti e campo di applicabilità termico: −40 °C / 150 °C.
Commercialmente il PVDF ha diversi nomi, a seconda del produttore e delle caratteristiche chimiche. I principali nomi commerciali sono:
- Solef (prodotto da Solvay)
- Hylar (prodotto da Solvay)
- Kynar (prodotto da Arkema)
- KF polymer (prodotto da Kureha)
- Sygef (prodotto da GFPS)

## Applicazioni
Per via dell'elevata inerzia chimica, dovuta al relativamente alto contenuto (57%) di fluoro, e al prezzo competitivo rispetto a polimeri perfluorurati è largamente impiegato sia nelle vernici anticorrosione sia nella componentistica idraulica in genere.
Il punto di fusione, localizzabile intorno a 170 °C, lo rende adatto ai processi di stampaggio e iniezione a caldo. Mediante queste tecniche è possibile realizzare guarnizioni, tubi, componenti per pompe, membrane di ultrafiltrazione e valvole in PVDF. È biologicamente inerte quindi trova applicazione nelle apparecchiature medicali ed in campo alimentare. Viene usato nelle batterie al litio.
Le caratteristiche di resistenza elettrica e all'ignizione contribuiscono a renderlo un materiale di ampio impiego come isolante antifiamma non contenente bromurati, per cavi elettrici, nonostante il costo piuttosto elevato.
Inoltre il PVDF è un materiale piezoelettrico e quindi trova utilizzo nei componenti per altoparlanti e nei sensori.
Il PVDF è solubile in solventi polari e resistente alla radiazione UV. Trova quindi applicazione come componente principale nelle vernici anticorrosione per metalli. Questo tipo di vernici, particolarmente lucide e ad alta durabilità sono state usate in molti grattacieli fra cui le Torri Petronas in Malesia e Taipei 101 a Taiwan.

## Sintesi
La reazione di polimerizzazione procede per via radicalica e viene propagata da radicali siti sul gruppo C-F in quanto essi sono più stabili dei radicali siti sul gruppo C-H.
CH2=CF2 + R° --> R-CH2-CF2° 
 R-CH2-CF2° + CH2=CF2  --> R-CH2-CF2-CH2-CF2° 

Se durante la polimerizzazione non si controlla attentamente la temperatura si può assistere alla formazione di irregolarità e di ramificazioni.
 R-CF2-CH2-CH2-CF2-R
 R-CF2-CH2-CH2-CF2-CH2-CF2° --> R-CF2-CH°-CH2-CF2-CH2-CF2H 
Questo tipo di aberrazioni riduce la resistenza agli agenti chimici, abbassa la cristallinità del polimero e quindi le proprietà meccaniche.
In seguito alla polimerizzazione si possono effettuare due tipi di lavorazione: estrusione a caldo del polimero per formare dei pellets oppure solubilizzazione della polvere di PVDF in solventi polari per operazioni di verniciatura o spin coating.

## Degradazione
Il PVDF in presenza di basi forti si degrada secondo le reazioni:
-CH2-CF2-CH2-CF2-CH2- + B- -> BH + F- + -CH2-CF2-CH=CF-CH2-

-CH2-CF2-CH=CF-CH2- + B- -> BH + F- + -CH=CF-CH=CF-CH2-

ad ogni stadio il prodotto della degradazione diventa termicamente sempre più stabile per effetto dell'estendersi della coniugazione fra i doppi legami.